# 2014年香港解款車遺落錢箱案
2014年解款車遺落錢箱案於2014年12月24日發生於香港香港島灣仔，一輛載有總值2億7千萬中國銀行香港紙幣的G4S解款車於押運途中，在告士打道遺失合共3個錢箱、總值5,200萬港元紙幣，其中1,523萬港元紙幣被途人拾走，其後陸續有拾遺者歸還失款及疑犯被拘捕，惟至今尚有近683萬港元紙幣不知所終。

## 經過

### 遗落
2014年12月24日下午1時40分，一輛載有總值2億7千萬中國銀行香港紙幣的G4S解款車從香港島筲箕灣譚公廟道中國銀行公庫押運共30個錢箱前往九龍長沙灣G4S總部，途經灣仔告士打道西行線近史釗域道天橋位置期間，左邊側門打開，跌出押款當中3個錢箱在馬路上，大量鈔票散落路面，散落距離長50米，惹來多名司機停車、下車，及有多名途人（包括司機及乘客等）加入拾遺。其中一名男性的士乘客拾遺後將失款塞入車廂，然後迅速登車離去；亦有乘客拾遺後就直接逃離現場。亦有多名途人旁觀，一名銀行職員一度試圖阻止拾遺行為，惟孤掌難鳴，遂快速遺取50萬港元鈔票後，隨即送往灣仔警署。期間，解款車並未有停下，繼續前往目的地長沙灣，至下午2時20分抵達。
下午1時50分，香港島總區指揮及控制中心接獲報告，數分鐘後，最先有一名交通部警員抵達現場、作出初步交通管制，部份遺拾者見狀後隨即四散，繼而有一輛途經的爆炸品處理課警察車輛停下，兩名人員下車協助執拾，其後再有大批警務人員抵達現場，包括一輛衝鋒車抵達現場，由衝鋒隊封鎖兩條行車線及持槍戒備，其餘人員則執拾失款及調查案件。
下午2時20分，G4S確認涉事解款車押運的30個錢箱中有3個從車廂向街道上跌落，當中兩個錢箱之封條被破壞，該兩個錢箱涉及1,523萬港元鈔票，全為500港元面額。

### 調查
中國銀行表示已經責成G4S就此進行調查，以避免类似事件再度發生。同日開始，涉事3名解款員被停止職務接受調查；G4S表示正在就事件內部調查，經過初步調查，懷疑乃解款車車身左邊側門機件故障引致事故，該解款車途中並無發生碰撞，詳細成因需要對肇事解款車作出進一步調查。
灣仔警區助理指揮官（刑事）溫兆雄表示，將會循鈔票的號碼追查，也會了解押運現場沿途路線，有否閉路電視攝得事發情況，亦會循押解程序、安全措施、是否涉及疏忽甚至有否其他刑事成分的方向調查，案件暫時列為盜竊，由灣仔警區重案組第二隊負責。同日下午3時許，3名涉事解款員返回現場，接受警務人員查問；探員亦於同晚在G4S總部調查。此外，部份涉事的士亦被警察扣查，用以蒐證。
12月25日中午，重案組重返罪案現場一帶進行問卷調查。

### 拘捕
其後，警察接獲一名事發當日駕駛的士途經上址，及被一對男女乘客要求停車及拾遺的司機舉報，隨後於12月25日拘捕分別於九龍城及將軍澳拘捕一男一女，並且在男方住宅搜獲總值161,500港元涉事鈔票。此外，一名涉嫌於當日盜竊一疊包裹有透明膠密封、總值50萬港元涉事鈔票的男子，將該疊懷疑涉事鈔票拍攝及上載至Facebook及Instagram，在香港仔鴨脷洲被拘捕，惟該50萬港元涉事鈔票尚未被尋回。同月30日中午，警察在灣仔拘捕兩名當日在罪案現場進行清潔工作及涉嫌拾遺的男性工人；至傍晚6時許，警務人員押解其中一名疑犯前往其位於香港仔漁光邨的單位搜查，及檢獲一部手提電話，該名疑犯承認以拾獲的鈔票購買此部手提電話（其後調查發現他曾經僅將當中的兩千港元交還。）；另外一名疑犯則於夜晚8時許被押解前往啟德啟晴邨賞晴樓的單位搜查。
2015年1月7日晚上，警察多拘捕一名男子。2月10日，警察多拘捕一名男子，涉嫌於當日盜竊一疊包裹有透明膠密封、總值50萬港元涉事鈔票，其中48萬港元已經存入其位於中國大陸的銀行戶口，於行動中同時檢獲入數單據，其餘兩萬港元則需要調查。

### 判刑
2015年1月29日，一名涉嫌盜竊8,000元的清潔工人在東區裁判法院應訊，被控告以盜竊罪名；疑犯於1960年代以前干犯下兩個案底，包括盜竊罪行。裁判官在判刑時形容，此事件為一宗無法無天、不尋常及大型的拾遺不報案件；犯案者多，被告應該知悉財物屬於他人，本應判其即時監禁，惟考慮到被告願意第一時間認罪及作出全數賠償，加上被告的年紀大，而且涉案金額不多，因此判處監禁一個月，緩刑18個月。
2015年1月30日，一名涉嫌盜竊161,500港元的的士乘客在東區裁判法院應訊，被控告以盜竊罪名。裁判官形容跌錢案是前所未見般驚嚇，拾遺者均瘋狂、失去理性、漠視法紀，法庭必須向公眾傳達強而清晰的訊息，而且案件涉及龐大金額，即使被告首次犯案都不能夠避免判刑。量刑以9個月監禁為起點，考慮到被告認罪及無案底，減刑至即時判監5個月。
2015年7月27日，一名涉嫌盜竊500,000港元的工程師在東區裁判法院承認一項盜竊罪名。不過，審理此案的裁判官則慨嘆發生了這樣的跌錢事情，「身邊有幾多人能夠過到呢一個測試？指摘別人犯錯輕而易舉，但換作自己或身邊嘅人，又能否抵擋引誘？」。最終，這位工程師在還柙14日後，獲判履行240小時社會服務令。。

### 部份失款被交還
經過警察點算，發現合共1,523萬港元鈔票不知所終。其後，警察多次呼籲有關拾遺者盡快前往附近警署交還失款，否則可能因為干犯盜竊罪行而被拘捕、檢控，最高可以被判處10年監禁。如此同時，呼籲任何人士如果目擊事件，或有資料提供，請立即與警察聯絡。截至2015年1月2日下午5時，共46名拾遺者交還792萬港元。

## 疑團
有宣稱為G4S員工的人士香港傳媒透露，事發當日保安程序連環出錯，按照正常程序，押運巨款時，應該有主管級職員在場管理，惟當日不見主管之蹤影。事發當日應該有3輛解款車列陣，從後再由一輛私家車隨行，以互相照應，一同從金庫返回總部，惟事發當日3車各自行走，而且並無護航車輛，又無使用具備三重保險性能的裝甲解款車，涉事解款車於日常僅為運載輔幣用途。此外，從金庫押運巨款，每輛解款車應該最少4人隨行，包括司機以及至少1名持槍的解款員，惟當日僅3人執行此項任務。
衛安員工總會主席羅穎堅則表示，解款車車門故障偶爾發生，惟不算容易故障，他坦言此事件涉及多個巧合。

## 反响

### 警察
事後，警察多次呼籲有關拾遺者盡快前往附近警署交還失款，否則可能干犯盜竊罪行、檢控，最高可以被判處10年監禁
。如此同時，呼籲任何人士如果目擊事件，或有資料提供，請立即與警察聯絡。

### G4S
12月25日，G4S就事件致歉，表示將會按照合約承擔事件責任及所造成的損失。
12月26日，G4S再次就事件發表聲明，強調正在全力配合警察對事件進行的調查，並且再次為事件帶來之不便致歉，承諾已經即時作出整改措施，以避免類似事件再發生。

### 中國銀行（香港）
12月25日，中國銀行就事件發表聲明，指出以合約形式聘用第三方押運公司G4S押運鈔票，一向要求押運公司制定及有效地執行嚴謹的操作監控流程，保證押運安全穩妥。就是次事件，中國銀行（香港）已經責成G4S調查事件原因，並且即時作出整改措施，以避免類似事件再發生。

### 公眾
有網民在Facebook開設專頁，張貼拾遺者的容貌以及相關資料，並且針對進行起底。

#### 學者
香港教育學院教育政策與領導學系副教授梁恩榮表示，如欲遏抑貪婪人性，需要依靠教育和培養文化水準的幫助，惟香港教育制度在道德教育上永遠都不足夠，此可能導致部分香港人的文化質素下降，而出現是次拾遺不報之不理想社會現象，因而建議應加強公民教育。此外，中港矛盾問題日漸加深，不少香港人經常怒斥中國大陸人貪小便宜，惟是次事件中，香港市民爭先恐后不顧危險衝出馬路拾遺，令人懷疑香港人受到自身優越感影響而展現雙重標準。梁恩榮認為，中港兩地關係緊張，部分香港人的確存在自身優越感，容易看到別人的錯，但是看不到自己的錯，以致如此錯誤行為。

### 國際傳媒
除了備受香港社會關注，受到香港傳媒廣泛報道，事件亦被國際傳媒爭相報道，美國有線電視新聞網絡、英國廣播公司、《每日郵報》、《鏡報》及《電訊報》等均將此報道置為焦點，事件更成為了《華爾街日報》網上版本亞洲新聞之焦點，引來大批國際間的網民熱烈討論，當中有網民對香港人遺拾之行徑嗤之以鼻，表示「從這樣的事件中，你可以看出人們是多麼缺乏道德規範（You see people's real lack of ethics and morals when something like this happens）。」